# 今井直一
今井 直一（いまい なおいち、1896年8月31日 - 1963年5月15日）は印刷技術者。東京生まれ。米国留学中に当時、三省堂社長だった亀井寅雄と出会い、三省堂に入社する（1922年）。
また、この際に、亀井とともに、米国ATF社でベントン母型（父型）彫刻機を見学、交渉の上で彫刻機の提供を受ける。彫刻機は戦後、ツガミによって国産化され、印刷活字の品質向上に貢献した。
帰国後、三省堂に入社。工場長、常務を経て、1951年（昭和26年）三省堂の社長となる。また、日本印刷学会の会長、文部省国語審議会委員なども務める。

## 主要編著書
- 「書物と活字」1949年 印刷学会出版部